# Immanente Kritik
Immanente Kritik wird in der Soziologie und Philosophie von externer und interner Kritik unterschieden. Mit extern, intern und immanent wird die Relation der Kritik zu ihrem Gegenstand, dem Kritisierten, beschrieben. Während externe Kritik einen Außenstandpunkt einnimmt und externe Maßstäbe an das Kritisierte anlegt, übernimmt interne Kritik die vorhandenen Maßstäbe des Kritisierten. Immanente Kritik verfährt dagegen im Nachvollzug des Kritisierten, um immanente Widersprüche oder Blockaden aufzuzeigen oder die Grenzen des Kritisierten von innen zu überschreiten.

## Immanente Kritik als hermeneutisches Verfahren
Immanente Kritik ist ein grundlegendes hermeneutisches Verfahren der Auseinandersetzung mit philosophischen Texten, Kunstwerken und ähnlichem, bei dem der Gegenstand auf Grundlage seiner eigenen Mittel, Begriffe und Denkfiguren sowie deren Performativität einer Kritik unterzogen wird.
Im Gegensatz zur Standpunktkritik, bei der die Kritik dem Text eine andere Position entgegensetzt, ist die immanente Kritik eine Auseinandersetzung mit der Argumentation einer vorliegenden Position des kritisierten Textes. Aufgezeigt werden beispielsweise unzulässige Schlüsse, unzureichende Begründungen einer These oder Widersprüche und Inkonsistenzen einer Theorie. Die immanente Kritik ist heute in der Philosophie weit verbreitet, gilt jedoch im Besonderen als wichtiges Moment der Kritischen Theorie.
Als Urheber und Begründer werden häufig verschiedene Philosophen angegeben. So soll Popper sich die Methode der immanenten Kritik Adornos zu eigen gemacht haben. Adorno wiederum war diesbezüglich von Hegels immanent vorgehender Phänomenologie des Geistes inspiriert. Letztlich ist es jedoch eine sehr alte Methode der Philosophie. Unter anderem beschäftigte sich Baruch de Spinoza 1677 mit den Problemen der Auslegung von Texten und stellte dazu Grundsätze auf: „Die Hauptregel der Schriftinterpretation besteht also darin, dass man der Schrift keine Lehre zuschreiben soll, die nicht mit völliger Deutlichkeit aus ihrer Geschichte sich ergibt“.
Ein bekanntes Beispiel für die konsequente „Beurteilung der Werke an ihren immanenten Kriterien“ ist Walter Benjamins Schrift Zur Kritik der Gewalt.
Immanente Kritik kann zwar als eine Methode der Dekonstruktion bezeichnet werden, unterscheidet sich aber von der Immanenzphilosophie von Gilles Deleuze.

## Immanente Kritik in der Soziologie
Immanente Kritik in der Soziologie lässt sich auf Karl Marx zurückführen. Dieser formuliert die kritische Haltung, auf der die immanente Kritik sozialer Verhältnisse beruht, wie folgt:
„Wir treten dann nicht der Welt doktrinär mit einem neuen Prinzip entgegen: Hier ist die Wahrheit, hier kniee nieder! Wir entwickeln der Welt aus den Prinzipien der Welt neue Prinzipien.“
Diese Haltung wurde in der Soziologie vielfach fortgeführt. So bezeichnet etwa der Soziologe Andreas Reckwitz seine kritische Analytik im Anschluss an Christoph Haker als immanente Kritik:
„Sie nimmt keine externe Beurteilungsperspektive ein, um Praktiken, Prozesse und Strukturen sozialphilosophisch als richtig oder falsch zu bewerten, und geht nicht von einer Utopie des gelingenden Lebens aus, sondern bewegt sich soziologisch-analytisch auf der Ebene der Praktiken, Prozesse und Strukturen selbst. Mit ihren analytischen Werkzeugen beschränkt sie sich zugleich nicht auf die subjektive Perspektive der Teilnehmer, sondern nimmt aus der Beobachterperspektive jene sozialen Zusammenhänge, das heißt die strukturellen Voraussetzungen und die Folgen des Handels, unter die Lupe, die der subjektiven Sicht der Akteure nicht ohne weiteres transparent sind.“